# Campeonato Gaúcho 1920
In 1920 werd het tweede Campeonato Gaúcho gespeeld voor voetbalclubs uit de Braziliaanse staat Rio Grande do Sul. Er werden regionale competities gespeeld en de kampioenen bekampten elkaar in de finaleronde die gespeeld werd van 15 tot 21 november 1920. Guarany  werd kampioen.  

## Eindstand
| Plaats | Club            | Wed. | W | G | V | Saldo | Ptn. |
| ------ | --------------- | ---- | - | - | - | ----- | ---- |
| 1.     | Guarany de Bagé | 2    | 2 | 0 | 0 | 2:0   | 4    |
| 2.     | Grêmio          | 2    | 1 | 0 | 1 | 3:1   | 2    |
| 3.     | Uruguaiana      | 2    | 0 | 0 | 2 | 0:4   | 0    |

|  | Kampioen |

## Kampioen
| Campeonato Gaúcho de 1920           |
| Rio Grande so Sul                   |
| ----------------------------------- |
| GUARANY DE BAGÉ Kampioen (1° titel) |